# Ерин, Александр Викторович
Александр Викторович Ерин (3 апреля 1960, Саратов) — советский и российский футболист, выступавший на всех позициях в поле.

## Биография
Начал заниматься футболом в 1972 году в СДЮШОР профкома СЭПО (Саратов), первый тренер — Юрий Николаевич Стрелков. С 1977 года выступал за взрослую команду саратовского «Сокола» во второй лиге. В 1980 году участвовал в турнире «Переправа» в составе молодёжной сборной РСФСР. В начале 1981 года был на просмотре в московском «Динамо», сыграл один матч в турнире дублёров и два товарищеских матча за основной состав, но команде не подошёл и вернулся в Саратов. За «Сокол» выступал в течение 12-ти сезонов, сыграл за это время 331 матч в первенствах страны.
С 1989 года играл в первой и второй лигах чемпионата СССР в составе «Ростсельмаша», нижегородского «Локомотива», ижевского «Газовика». Последним клубом футболиста стал в 1992 году «Иргиз» (Балаково), выступавший во второй лиге России.